# Angélica Gavaldón
Angélica Gavaldón (El Centro, 3 ottobre 1973) è un'ex tennista messicana.

## Biografia
Ha raggiunto nel singolare la 34ª posizione della classifica WTA, mentre in doppio si è issata al 236º posto. Nei tornei del Grande Slam ha ottenuto il suo miglior risultato raggiungendo i quarti di finale nel singolare agli Australian Open nel 1990 e nel 1995.
In Fed Cup ha disputato un totale di 32 partite, ottenendo 21 vittorie e 11 sconfitte. Ha preso parte alle edizioni olimpiche del 1992 (dove è uscita al terzo turno nel singolare) e del 1996 (dove è stata subito eliminata nel doppio).